# Julio Llamazares
Julio Llamazares (ur. 28 marca 1955 w Vegamián) – hiszpański pisarz, prozaik, eseista, poeta i dziennikarz.

## Życiorys
Dorastał w prowincji León leżącej w pobliżu granicy z Portugalią, później stanie się ona tłem wielu jego utworów. W wieku 12 lat zamieszkał w Madrycie. W 1979 debiutował tomem poezji La lentitud de los bueyes, pierwszą powieść - Luna de lobos - opublikował w 1985. W Polsce ukazały się trzy książki tego autora: Rzeka zapomnienia (pol. wyd. 2007), rodzaj dziennika z podróży oraz dwie powieści Żółty deszcz (pol. wyd. 1988) i Sceny z niemego kina (pol. wyd. 2005). Druga z nich rozgrywa się w górniczej osadzie Olleros. Jej narrator, alter ego autora - przeglądając rodzinne fotografie - powraca do okresu dzieciństwa.
Książki Llamazaresa były ekranizowane.